# دستي ريان
دستي ريان (بالإنجليزية: Dusty Ryan)‏ هو لاعب كرة قاعدة أمريكي، ولد في 2 سبتمبر 1984 في ميرسيد في الولايات المتحدة.

## وصلات خارجية
- دستي ريان على موقع دوري كرة القاعدة الرئيسي (الإنجليزية)
- دستي ريان على موقعبيزبول رفرنس.كوم (الدوري الرئيسي) (الإنجليزية)
- دستي ريان على موقعبيزبول رفرنس.كوم (الدوري الثانوي) (الإنجليزية)
- دستي ريان على موقع إي إس بي إن.كوم (أم.أل.بي) (الإنجليزية)
- دستي ريان على موقع مشجعي الرسوم البيانية (الإنجليزية)